# K League Challenge 2015
Die K League Challenge 2015 war die dritte Spielzeit der zweithöchsten südkoreanischen Fußballliga unter diesem Namen. Die Saison begann am 21. März und wurde am 22. November 2015 beendet.
Meister wurde der Sangju Sangmu FC, dem damit der Aufstieg in die K League Classic gelang. Die zwei Relegationsspiele zwischen dem Play-off-Gewinner, dem Suwon FC, und dem Vorletzten der Abstiegsrunde der K League Classic 2015, dem Busan IPark, fanden am 2. und 5. Dezember 2014 statt. Der Zweitligaverein sicherte sich dabei den Aufstieg.

## Teilnehmer und ihre Spielstätten
| Team              | Stadt     | Trainer        | Heimstadion            | Kapazität | In der Liga seit | Vorjahresplatzierung |
| ----------------- | --------- | -------------- | ---------------------- | --------- | ---------------- | -------------------- |
| Ansan Police FC   | Ansan     | Lee Heung-sil  | Ansan-Wa~-Stadion      | 35.000    | 2013             | 2. Platz             |
| FC Anyang         | Anyang    | Lee Yeong-min  | Anyang-Stadion         | 18.216    | 2013             | 5. Platz             |
| Bucheon FC 1995   | Bucheon   | Song Seon-ho   | Bucheon-Stadion        | 34.545    | 2013             | 10. Platz            |
| Chungju Hummel FC | Chungju   | Kim Jong-pil   | Chungju-Stadion        | 15.000    | 2013             | 9. Platz             |
| Daegu FC          | Daegu     | Lee Yeong-jin  | Daegu-Stadion          | 68.014    | 2014             | 7. Platz             |
| Gangwon FC        | Gangneung | Choi Yun-kyeom | Gangneung-Stadion      | 22.333    | 2014             | 3. Platz             |
| Goyang Hi FC      | Goyang    | Lee Yeong-mu   | Goyang-Stadion         | 41.311    | 2013             | 8. Platz             |
| Gyeongnam FC      | Changwon  | Park Seong-hwa | Changwon-Fußballcenter | 15.500    | 2015             | Absteiger            |
| Sangju Sangmu FC  | Sangju    | Park Hang-seo  | Sangju-Stadion         | 15.042    | 2015             | Absteiger            |
| Seoul E-Land FC   | Seoul     | Martin Rennie  | Olympiastadion Seoul   | 69.950    | 2015             | Neugegründet         |
| Suwon FC          | Suwon     | Jo Deok-je     | Suwon-Stadion          | 11.808    | 2013             | 6. Platz             |

### Spielstätten
| Ansan Police FC   | FC Anyang         | Chungju Hummel FC | Bucheon FC 1995   | Gyeongnam FC           | Seoul E-Land FC      |
| ----------------- | ----------------- | ----------------- | ----------------- | ---------------------- | -------------------- |
| Ansan-Wa~-Stadion | Anyang-Stadion    | Chungju-Stadion   | Bucheon-Stadion   | Changwon-Fußballcenter | Olympiastadion Seoul |
| Kapazität: 35.000 | Kapazität: 17.143 | Kapazität: 15.000 | Kapazität: 34.545 | Kapazität: 15.500      | Kapazität: 69.950 1  |
|                   |                   |                   |                   |                        |                      |
| Goyang Hi FC      | Sangju Sangmu FC  | Gangwon FC        | Suwon FC          | Daegu FC               |                      |
| Goyang-Stadion    | Sangju-Stadion    | Gangneung-Stadion | Suwon-Stadion     | Daegu-Stadion          |                      |
| Kapazität: 41.311 | Kapazität: 15.042 | Kapazität: 22.333 | Kapazität: 11.808 | Kapazität: 65.754      |                      |
|                   |                   |                   |                   |                        |                      |

## Abschlusstabelle
| Pl. | Verein               | Sp. | S  | U  | N  | Tore    | Diff. | Punkte |
| --- | -------------------- | --- | -- | -- | -- | ------- | ----- | ------ |
| 1.  | Sangju Sangmu FC (A) | 40  | 20 | 7  | 13 | 077:570 | +20   | 67     |
| 2.  | Daegu FC             | 40  | 18 | 13 | 9  | 067:470 | +20   | 67     |
| 3.  | Suwon FC             | 40  | 18 | 11 | 11 | 064:540 | +10   | 65     |
| 4.  | Seoul E-Land FC      | 40  | 16 | 13 | 11 | 069:580 | +11   | 61     |
| 5.  | Bucheon FC 1995      | 40  | 15 | 10 | 15 | 043:450 | −2    | 55     |
| 6.  | FC Anyang            | 40  | 13 | 15 | 12 | 053:520 | +1    | 54     |
| 7.  | Gangwon FC           | 40  | 13 | 12 | 15 | 064:560 | +8    | 51     |
| 8.  | Goyang Hi FC         | 40  | 13 | 10 | 17 | 046:680 | −22   | 49     |
| 9.  | Gyeongnam FC (R)     | 40  | 10 | 13 | 17 | 030:430 | −13   | 43     |
| 10. | Ansan Police FC      | 40  | 9  | 15 | 16 | 031:480 | −17   | 42     |
| 11. | Chungju Hummel FC    | 40  | 10 | 11 | 19 | 049:650 | −16   | 41     |

| (A) | Absteiger aus der K League Classic 2014: Sangju Sangmu FC |
| (R) | Verlierer der Relegationsspiele: Gyeongnam FC             |

## Play-off-Spiele
Die Plätze 2 bis 4 sowie der Vorletzten der Abstiegsrunde der K League Classic 2015 spielten in drei Play-off-Spielen um die Relegation. Im Halbfinale spielten zunächst der 4. gegen den 3. und der Gewinner daraus gegen den 2. der K League Challenge. Der Gewinner dieses Spieles wiederum traf in Hin- und Rückspiel auf den Vorletzten der Abstiegsrunde. Der Sieger qualifizierte sich für die K League Classic 2016.
Halbfinale
|          | Ergebnis |                 |
| -------- | -------- | --------------- |
| Suwon FC | 3:3      | Seoul E-Land FC |

Finale
|          | Ergebnis |          |
| -------- | -------- | -------- |
| Daegu FC | 1:2      | Suwon FC |

Relegation
|          | Gesamt |             | Hinspiel | Rückspiel |
| -------- | ------ | ----------- | -------- | --------- |
| Suwon FC | 3:0    | Busan IPark | 1:0      | 2:0       |

## Torschützenliste
Bei gleicher Anzahl von Treffern sind die Spieler alphabetisch geordnet.
| Platz                  | Spieler         | Mannschaft        | Tore |
| ---------------------- | --------------- | ----------------- | ---- |
| 01.                    | Johnathan       | Daegu FC          | 26   |
| 02.                    | Joo Min-kyu     | Seoul E-Land FC   | 23   |
| 03.                    | Cho Seok-jae    | Chungju Hummel FC | 19   |
|                        | Japa            | Suwon FC          | 19   |
| 05.                    | Tarabai         | Seoul E-Land FC   | 17   |
| 06.                    | Ko Kyung-min    | FC Anyang         | 16   |
| 07.                    | Jonatas Belusso | Gangwon FC        | 15   |
| 08.                    | Lim Sang-hyub   | Sangju Sangmu FC  | 12   |
|                        | Kim You-sung    | Goyang Hi FC      | 12   |
| 10.                    | Choi Seung-in   | Gangwon FC        | 10   |
|                        | Rodrigo Paraná  | Bucheon FC 1995   | 10   |
| Stand: Ende der Saison |                 |                   |      |

### Zuschauertabelle
| Platz                  | Mannschaft        | Heimspiele | Zuschauer | pro Spiel |
| ---------------------- | ----------------- | ---------- | --------- | --------- |
| 01.                    | Daegu FC          | 20         | 60.569    | 3.028     |
| 02.                    | Gyeongnam FC      | 20         | 37.835    | 1.892     |
| 03.                    | Seoul E-Land FC   | 20         | 36.510    | 1.826     |
| 04.                    | FC Anyang         | 20         | 34.003    | 01.700    |
| 05.                    | Bucheon FC 1995   | 20         | 33.943    | 01.697    |
| 06.                    | Ansan Police      | 20         | 33.298    | 01.665    |
| 07.                    | Gangwon FC        | 20         | 27.137    | 01.357    |
| 08.                    | Suwon FC          | 20         | 027.106   | 01.355    |
| 09.                    | Sangju Sangmu     | 20         | 024.692   | 01.235    |
| 10.                    | Chungju Hummel FC | 20         | 024.553   | 01.228    |
| 11.                    | Goyang Hi FC      | 20         | 013.764   | 0688      |
| Gesamt                 | Gesamt            | 221        | 353.4100  | 01.599    |
| Stand: Ende der Saison |                   |            |           |           |

## Trainerwechsel
| Datum             | Mannschaft | Mannschaft      | Tabellenplatz | Trainer                 | Grund                          | Nachfolger              |
| ----------------- | ---------- | --------------- | ------------- | ----------------------- | ------------------------------ | ----------------------- |
| 25. Dezember 2014 |            | Gangwon FC      | Winterpause   | Park Hyo-jin (Interim)  | Zum Co.-Trainer rückernannt    | Choi Yun-kyeom          |
| 26. Dezember 2014 |            | Gyeongnam FC    | Winterpause   | Branko Babić (Interim)  | Entlassung                     | Park Seong-hwa          |
| 11. Januar 2015   |            | Ansan Police FC | Winterpause   | Jo Dong-hyeon           | Vertragsauflösung              | Lee Heung-sil           |
| 16. Februar 2015  |            | Goyang Hi FC    | Winterpause   | Lee Seong-kil (Interim) | Zum Co.-Trainer rückernannt    | Lee Yeong-mu            |
| 29. Mai 2015      |            | Bucheon FC 1995 | 4. Platz      | Choi Jin-han            | Entlassung                     | Song Seon-ho (Interim)  |
| 16. Juni 2015     |            | FC Anyang       | 11. Platz     | Lee Uh-hyeong           | Entlassung                     | Lee Yeong-min (Interim) |
| 3. Oktober 2015   |            | Bucheon FC 1995 | 5. Platz      | Song Seon-ho (Interim)  | Ernennung zum Nachfolgetrainer | Song Seon-ho            |
| 9. November 2015  |            | FC Anyang       | 6. Platz      | Lee Yeong-min (Interim) | Ernennung zum Nachfolgetrainer | Lee Yeong-min           |
| 2. Dezember 2015  |            | Gyeongnam FC    | 9. Platz      | Park Seong-hwa          | Entlassung                     | Kim Jong-boo            |